# Polymérisation vivante
La polymérisation vivante est une polymérisation en chaîne où les centres actifs sont pérennes. Cela implique l'absence de réactions de transfert de chaîne ou de terminaison. Cette propriété particulière est notamment utilisée pour synthétiser des copolymères à blocs. 

## Classification
La polymérisation vivante peut être :
- une polymérisation ionique vivante :
  - polymérisation anionique vivante (en)
  - polymérisation cationique vivante (en)

- une polymérisation radicalaire vivante (en) :
  - Modulation de la réactivité des radicaux propagateurs par des contre-radicaux nitroxyde (en) ou NMP de l'anglais nitroxide-mediated (radical) polymerization ;
  - Polymérisation radicalaire par transfert d'atomes ou ATRP de l'anglais atom-transfer radical polymerization ;
  - Utilisation d’agents de fragmentation réversible ou RAFT polymerization de l'anglais reversible-addition-fragmentation chain-transfer polymerization.

## Historique
La polymérisation vivante a d'abord été définie pour les polymérisations anioniques par le chimiste polymériste Américain Michael Szwarc en 1956. La polymérisation vivante a ensuite été adaptée aux mécanismes ioniques en général et de manière partielle aux réactions radicalaires par des méthodes complexes dont la plupart sont encore à l'étude (NMP, Photoiniferters, ATRP, RAFT/MADIX..).

## Applications et contraintes
Ce type de polymérisation ne possède pas d'étapes de terminaison: dans des conditions de pureté idéale, la chaîne ionique en croissance continue d'absorber des monomères jusqu'à épuisement.
Ce type de polymérisation est très utile pour la formation de copolymères à blocs, de type AAABBBBCCCC... Un monomère A est polymérisé avec un centre actif qui se propage sans être détruit et il reste actif. On peut alors faire réagir un monomère B à la suite pour obtenir un deuxième bloc, voir un monomère C pour un troisième bloc. Il suffit d'ajouter au mélange les monomères désirés à la suite dans un ordre souvent obligatoire.

Un problème en polymérisation vivante (particulièrement ionique) est celui de la pureté du milieu. Il est nécessaire de travailler en conditions aprotiques, dans une atmosphère inerte d'azote ou d'argon, car  de nombreux éléments peuvent se fixer en bout de chaîne et l'interrompre.

Le fait que cette chaîne soit toujours active est la raison de son appellation et cette réaction se termine lors de la précipitation du polymère, avec un acide, par exemple l'acide chlorhydrique, dans la polymérisation du PMMA.
La polymérisation vivante radicalaire reprend le même principe de base, mais avec des éléments bien plus compliqués car la difficulté est de garder stable le radical terminal, très réactif. Ainsi les chercheurs s'emploient en général à maintenir un équilibre composé de la chaîne en croissance et d'une molécule de leur choix, cet équilibre alternant entre un composé neutre et deux composés chargés et la chaîne s'en trouve d'autant protégée[Comment ?] (inifer, contre radicaux libre, RAFT ou ATRP).

## Polymérisation vivante/contrôlée
Une polymérisation dite vivante peut présenter l'inconvénient d'avoir un amorçage lent/incomplet, ce qui implique des départs de croissances de chaînes non simultanés. Les chaînes ont alors une longueur mal contrôlée et l'indice de polymolécularité pourra être potentiellement élevé. Un concept voisin est celui de polymérisation contrôlée, pour laquelle l'amorçage est rapide devant la propagation, les masses molaires sont alors mieux définies et l'indice de polymolécularité moyen proche de 1. Du transfert ou de la terminaison en petite quantité restent possibles et les polymérisations par étape peuvent être contrôlées elles aussi. 

Une polymérisation vivante est une réaction de polymérisation sans aucune réaction de terminaison irreversible.
La polymérisation radicalaire contrôlée n'est pas une polymérisation vivante car on a un peu de réactions de transfert et de terminaison qui sont indispensables en fait.